# Jeřábek lesní
Jeřábek lesní (Tetrastes bonasia) je malý druh hrabavého ptáka z podčeledi tetřevi (Tetraonidae).

## Popis

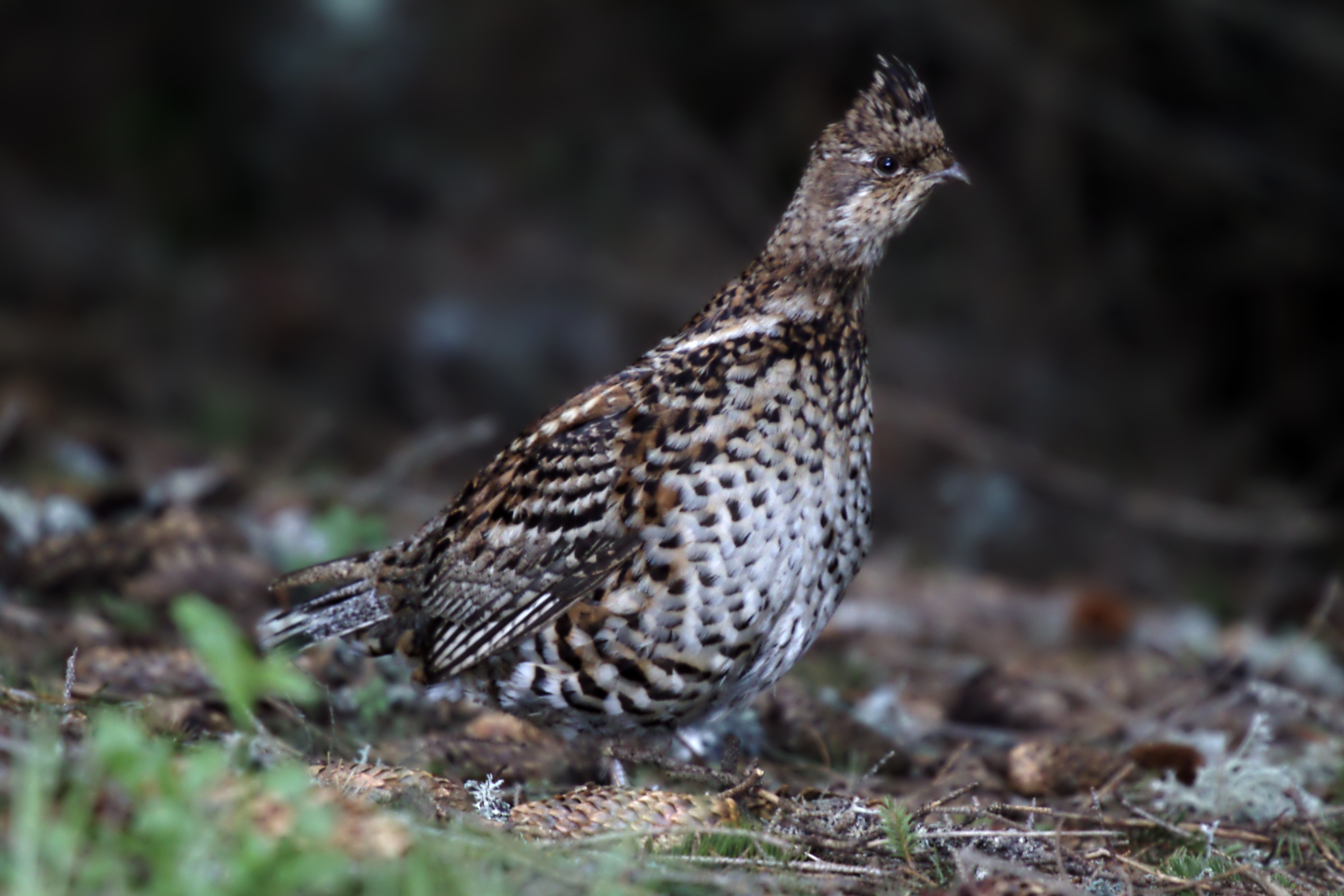
Samice

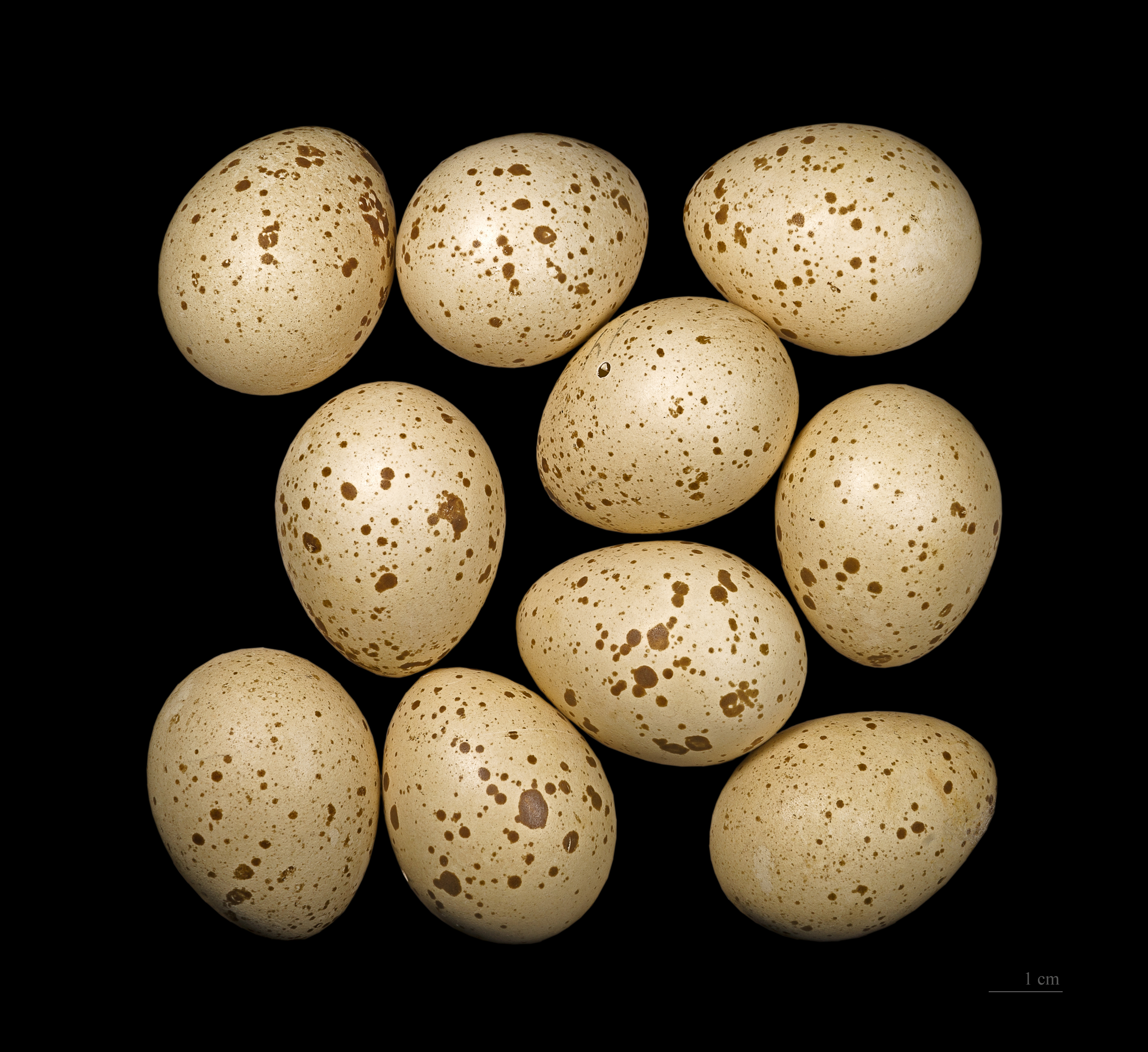
Tetrastes bonasia

Velikosti koroptve (délka těla 34–39 cm). Je nenápadně hnědě zbarvený, spodina je bělavá s tmavohnědým a rezavým skvrněním, ocas šedavý s černou koncovou páskou. Samci mají navíc černé hrdlo, lemované bílým proužkem. Samec i samice mají na temeni krátkou chocholku.

## Rozšíření
Areál rozšíření se táhne od západní Evropy východně až po Japonsko. Stálý druh.
Vyskytuje se i v Česku, kde se jeho stanoviště nacházejí na Šumavě, v Novohradských horách, Jeseníkách a Beskydech. Rozšíření jeřábka lesního se v posledních třiceti letech zredukovala. V letech 2001–2003 se jeho populace v Česku odhadovala na 900–1800 párů. Je zařazen mezi zvláště chráněné druhy ptáků jako silně ohrožený druh.
Hnízdí ve smíšených jehličnatých hustých lesích.

## Potrava
V potravě je zastoupena převážně rostlinná složka (pupeny, jehnědy, bobule). Kuřátka se živí převážně bezobratlými, jako jsou mravenci, drobní brouci, pavoukovci, dospělí se živí drobnými živočichy jen v omezené míře v letním období.

## Hnízdění
Monogamní druh. Páry tvoří již na podzim, ještě před zimou se však rozpadají a dosud není prokázáno, zda se k sobě titíž jedinci vracejí i na jaře, kdy teprve dochází k páření. Tokající jeřábci sedávají na vyvýšených místech (pařezech), vztyčují ocas a chocholku, spouštějí křídla a ozývají se typickým vysokým pískáním. Hnízdí jednou ročně v dubnu a v květnu. Hnízdo je na zemi, často u paty stromu, snůška čítá 10 (4–18) světle žlutých, hnědě skvrnitých vajec o velikosti 40,6 × 29,1 mm. Inkubační doba trvá 22–25 dnů, na vejcích sedí samotná samice. Sama se také zpočátku stará o mláďata, která opouští hnízdo již krátce po vylíhnutí – samec se k ní připojuje obvykle o 8–10 dnů později. Rodina následně drží pohromadě až do podzimu.